# GLV Idun
Groninger Levenswetenschappen Vereniging Idun is de studievereniging van de bachelorstudies biologie, Life Science & Technology en Biomedical Engineering aan de Rijksuniversiteit Groningen en de daarop aansluitende masterstudies. GLV Idun is in 2006 ontstaan uit de fusie tussen de Groninger Biologen Club (GBC) en s.v. Melior Vita. Dit waren de studieverenigingen van respectievelijk de opleidingen biologie en life science & technology. Per collegejaar 2006/2007 gingen deze twee studies op in één brede bachelor en als gevolg daarvan zijn beide studieverenigingen een fusie aangegaan met GLV Idun als gevolg.
GLV Idun telt zo'n 2000 leden en organiseert allerlei activiteiten voor haar leden, zowel sociale, studiegerelateerde en carrièregerichte. Daarnaast kunnen leden via GLV Idun goedkoop boeken en labjassen kopen.

## Iduna
GLV Idun is vernoemd naar de Noorse mythologische figuur Iduna. Zij was de bewaakster van de appels van de eeuwige jeugd, die de goden onsterfelijk maakten. Deze naam sluit aan bij de studies om het leven te begrijpen en waar mogelijk te verlengen door ziektes en aandoeningen te genezen.

## Geschiedenis
GLV Idun is ontstaan uit een fusie tussen de Groninger Biologen Club en s.v. Melior Vita.

### GBC
De GBC is in 1919 opgericht in het toenmalige opleidingsgebouw van de studie biologie, 't Huis de Wolf in Haren. In 87 jaar tijd is zij samen met de studie uitgegroeid tot een grote vereniging met ongeveer 800 leden en zeventien commissies. De GBC was gevestigd in Haren en had hier ook een ledenruimte, genaamd ‘de Suite’. In de beginjaren van de GBC werden vooral excursies georganiseerd, maar de activiteiten en het aantal commissies werden later uitgebreid naarmate het ledenaantal groeide. Sommige namen en activiteiten bestaan nog steeds.

### Melior Vita
In 2002 werd in Groningen gestart met de opleiding Life Science and Technology. Er waren al snel studenten die een eigen studievereniging wilden en op 4 april 2003 zag s.v. Melior Vita het licht. Uiteindelijk bestond s.v. Melior Vita uit ongeveer 250 leden en had deze 12 commissies.

### Fusie
Per het collegejaar 2006/2007 werden de studies biologie en life science & technology samengevoegd tot één brede bacheloropleiding. De bedoeling was dat de naam van deze studie 'Levenswetenschappen' zou worden, maar later is besloten om de namen bij het oude te laten. De beide studieverenigingen besloten zich hierbij aan te passen en begonnen de fusie voor te bereiden. In het jaar voorafgaande aan de fusie werd al een gezamenlijk congres georganiseerd. Na de fusie werd op 8 juni het eerste bestuur van GLV Idun geïnstalleerd.
Biologica (WUR) · BeeVee (RU) · Congo (UvA) · Gyrinus natans (VU) · Idun (RUG) · LBC (UL) · UBV (UU)
Slechts lid van het Studenten Overleg Chemische Technologie en Chemie:
 
esculapius (UL) · Alchimica (WUR) · ACD (UvA/VU) · CDL (UL) · De Chemische Binding (RUG) · CODON (WU) · Idun (RUG) · LIFE (TUD/UL) · Nicolas Appert (WU/VHL) · Proton (UU) · Sigma (RU) · VCSVU (VU) · VvP Netwerk (RUG)

Ook lid van het Overleg Scheikundig Technologische Studieverenigingen:

Alembic (UT) · Technologisch Gezelschap (TUD) · Bernoulli (RUG) · Jan Pieter Minckelers (TU/e)

Mede georganiseerd door: Koninklijke Nederlandse Chemische Vereniging
Idun · Pharmaciae Sacrum · Ubbo Emmius